# La Belle Otero

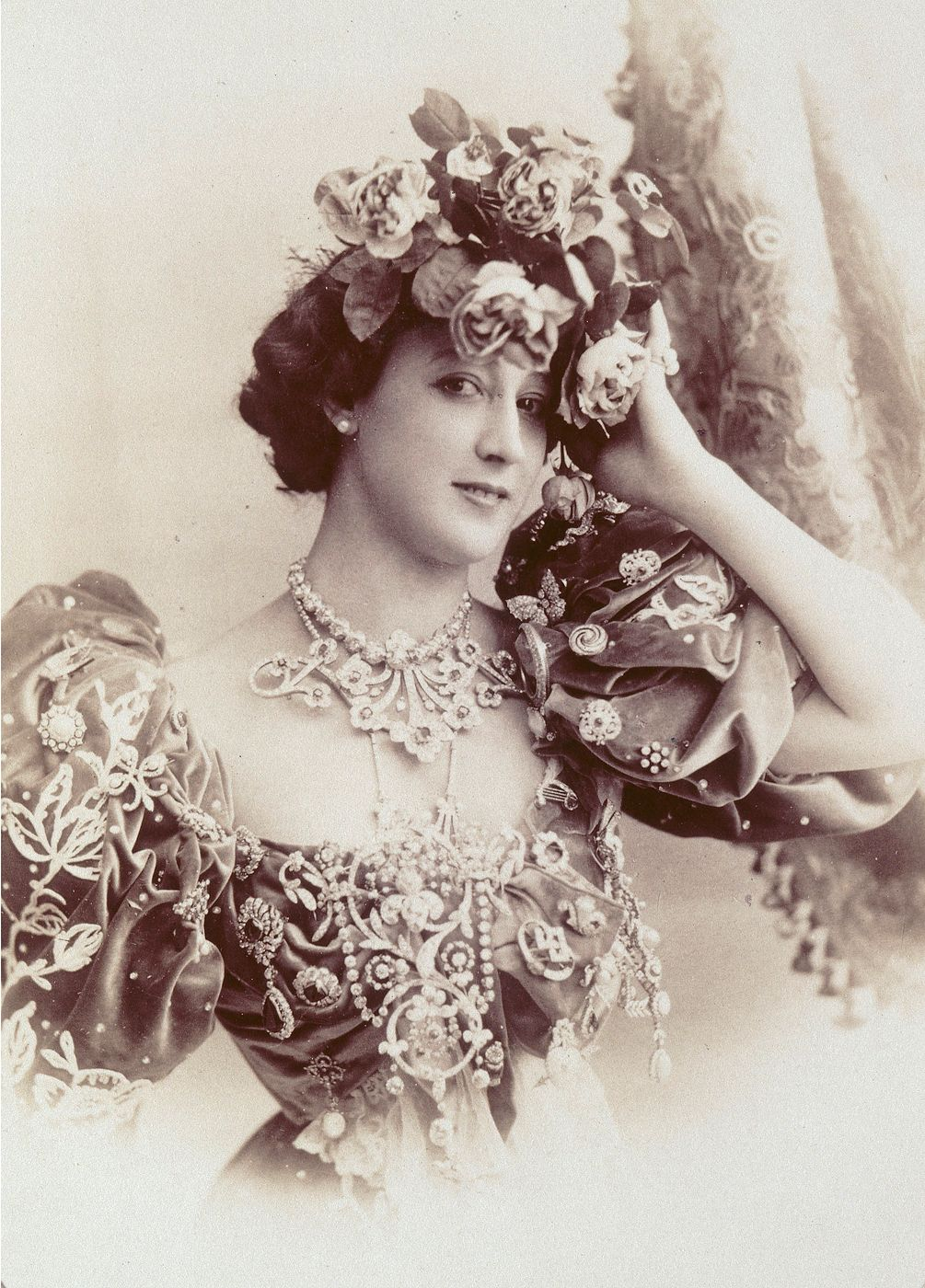
Caroline Otero, gefotografeerd door Charles Reutlinger

Caroline ‘La Belle’ Otero, eigenlijk Augustine Caroline Otero Iglesias, (Pontevedra, 25 december 1868 – Nice, 10 april 1965) was een van origine Spaanse danseres, zangeres, courtisane en maîtresse van talloze hoogwaardigheidsbekleders en kunstenaars.

## Leven

### Vroege leven
Otero was van armoedige komaf, werd al als kind tewerkgesteld als dienster in Santiago de Compostella, op haar tiende verkracht waardoor ze onvruchtbaar werd en vertrok op haar veertiende met haar vriend Paco naar Lissabon om te dansen. Ze huwde kort daarna, op heel jonge leeftijd, een verarmde graaf, maar verliet die al snel en vertrok in 1888 voor een verdere danscarrière naar Frankrijk.

### Variétéartieste
Onder haar artiestennaam La Belle Otero had ze als Andalusische zigeunerin snel enorm succes, aanvankelijk te Marseille en Parijs. Haar exotische dansoptredens veroorzaakten regelmatig een schandaal maar maakten haar ook tot een van de meest besproken en gevraagde artiesten uit haar tijd. Samen met haar danspartner Evariste reisde ze de hele wereld over en trad op in New York, Wenen, Berlijn, Moskou en Sint-Petersburg. 

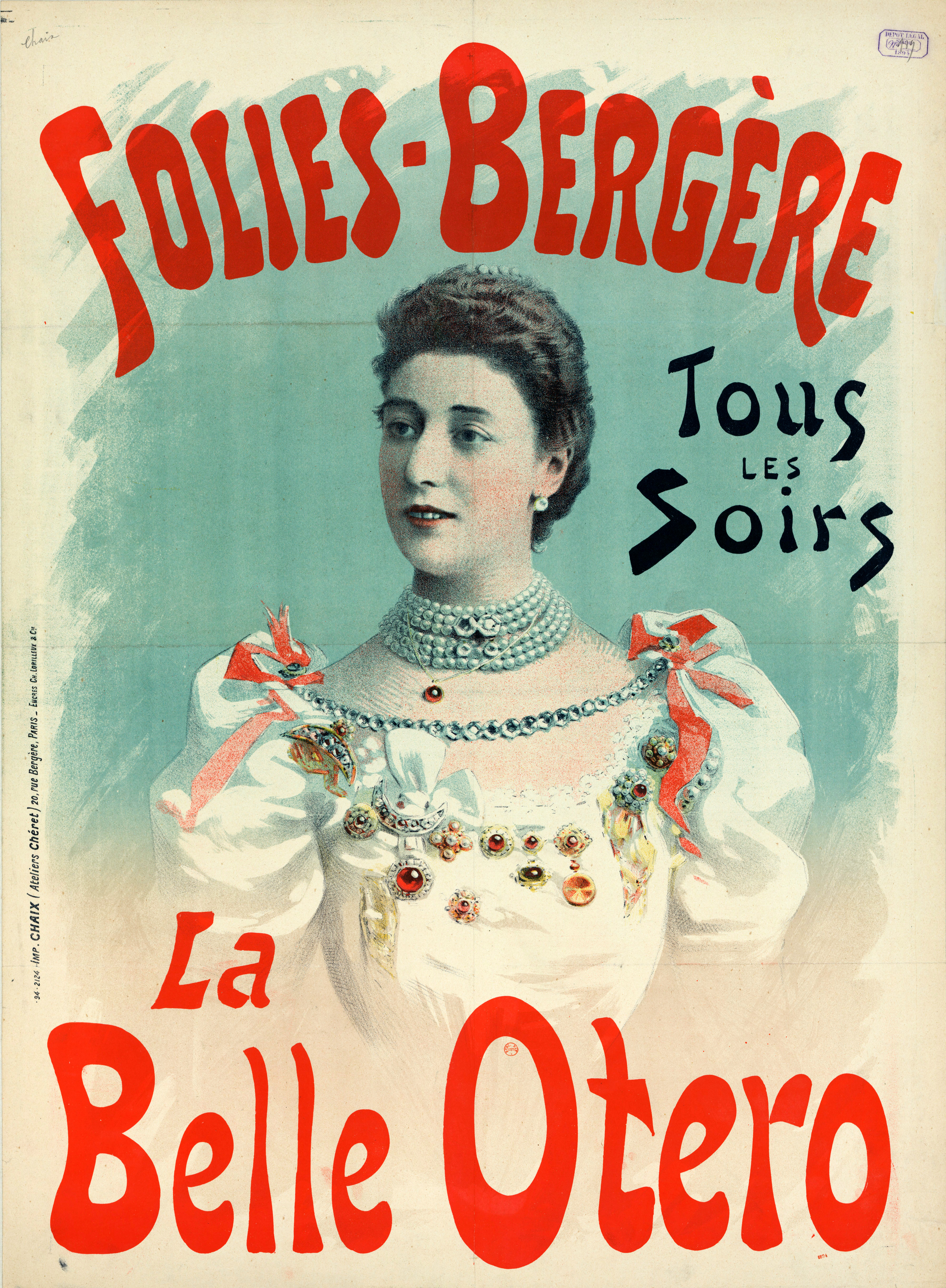
Affiche, 1894

Haar grootste successen vierde ze echter vanaf 1894 in de Folies Bergère, opnieuw te Parijs, na 1900 ook met veelgeprezen pantomimes. In 1898 speelde ze ook nog in een korte Russische speelfilm, Valse Brillante, waarmee ze tevens geldt als een van de eerste “filmdiva’s”.

### Courtisane

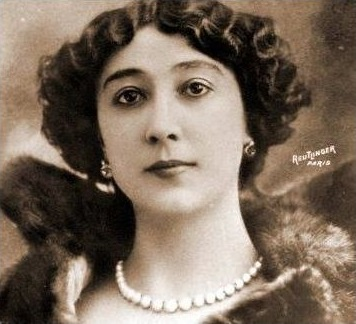
La Belle Otero, foto Léopold Reutlinger

Meer nog dan als variétéartieste is La Belle Otero de geschiedenis in gegaan door haar leven als courtisane en minnares van vele hoogwaardigheidsbekleders en kunstenaars, uit alle denkbare landen, onder wie vorst Albert I van Monaco, koning Leopold II van België, tsaar Nicolaas II van Rusland, keizer Wilhelm II van Duitsland, koning Alfons XIII van Spanje, koning Eduard VII van het Verenigd Koninkrijk, koning Peter I van Joegoslavië, Abbas II van Egypte, de schrijver Gabriele D'Annunzio en sjah Reza Pahlavi van Perzië. Van haar minnaars ontving ze vele peperdure geschenken, waaronder vorstelijke huizen en legendarische juwelen (onder andere uit de collecties van Marie Antoinette en de ex-keizerinnen Joséphine en Eugénie). Ze wordt genoemd als een van de drie gratiën van de belle époque samen met Liane de Pougy en Émilienne d'Alençon.

### Later leven
Aan het begin van de twintigste eeuw gold La Belle Otero op een gegeven moment als een van de rijkste vrouwen ter wereld, zeker niet alleen omdat ze in 1906 ook nog eens de rijke Engelse industrieel René Wep huwde. Nadat ze in 1913 met optreden was gestopt, verspeelde ze haar vermogen echter in snel tempo, gokverslaafd als ze was, in de casino’s aan de Côte d'Azur. In de casino’s van Nice, Cannes en Monte Carlo was ze kind aan huis en hangen haar portretten nog steeds aan de muren.
In 1927 verscheen Otero’s autobiografie. In 1954 maakte Richard Pottier een bekende film over haar leven, La Belle Otero, met María Félix in de hoofdrol.
Otero overleed in 1965 op 96-jarige leeftijd te Nice, in bescheiden omstandigheden.